# Martino da Verona
Martino da Verona (Verona, ... – Verona, ottobre 1412) è stato un pittore italiano.

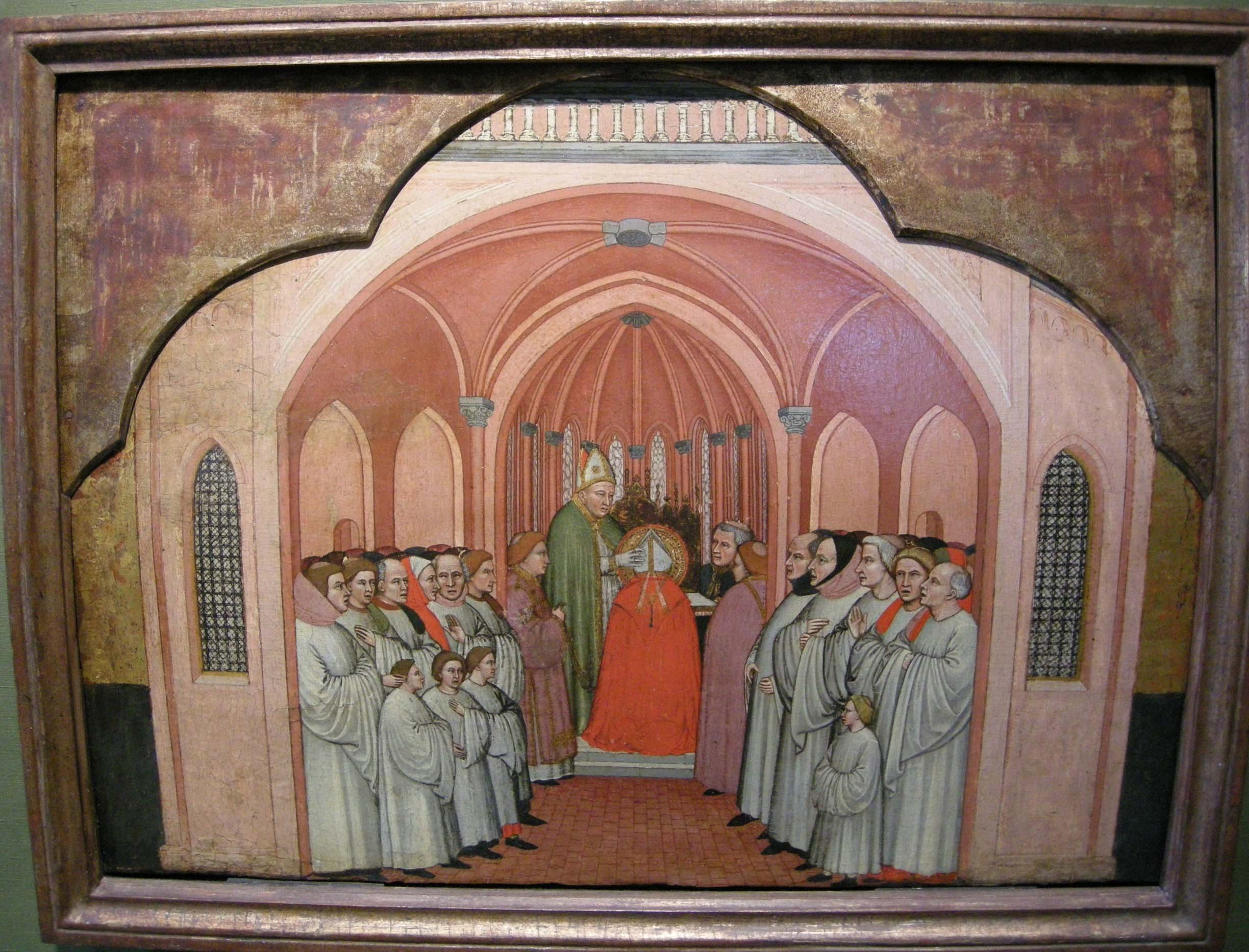
Consecrazione di Sant'Eligio, Martino da Verona, 1390 circa.

A lui sono attribuiti affreschi che decorano le chiese veronesi di San Fermo, Santa Anastasia, San Giovanni in Valle e Santo Stefano.